# Karachi Shipyard & Engineering Works
Karachi Shipyard & Engineering Works (Chantier naval et atelier d’ingénierie de Karachi) ou KSEW est  un des principaux acteurs de l'industrie de l'armement du Pakistan à côté de NESCOM (conception et production de missiles balistiques), GIDS (production de missiles, drones, lance-roquettes et bombes) et HIT (production de véhicules terrestres militaires). KSEW est détenue par l'état pakistanais. Elle est spécialisée dans la fabrication de navires militaires et est le principal chantier naval civil du pays. La société a été créée en 1957 et est implantée à Karachi dans le Sindh.  

## Produits
Le chantier naval KSEW à côté d'une activité civile construit des navires militaires (corvettes, sous-marins) en général en coopération avec d'autres pays comme la France et plus récemment la Chine et la Turquie. Souvent les premiers exemplaires d'une classe de navire sont produits dans le pays d'origine et les derniers exemplaires sont assemblés au Pakistan. Ses principales productions sont :
- Sous-marins d'attaque à propulsion diesel de la classe Khalid (x 4) dérivée de la Classe Agosta de Naval Group (France) produit dans les années 1990.
- Sous-marins de la classe Hangor (x 8) dérivés de la classe Type 039b chinois (contrat signé en 2015).
- Frégates de la classe Zulfiquar (x 4) en coopération avec la Chine dans les années 2000-2010.
- Navire de ravitaillement (tanker) PNS Moawin en coopération avec la Turquie (livré en 2018).
- Corvettes de la classe Babur (x 4) en coopération avec la Turquie (décennie 2020)
- Frégates multi-missions de la classe Jinmah (x 6) développés avec la Turquie (à compter de la décennie 2020).